# Nika Glojnarič
Nika Glojnarič (* 29. November 2000 in Celje) ist eine slowenische Hürdenläuferin, die sich auf die 100-Meter-Distanz spezialisiert hat.

## Sportliche Laufbahn
Erste internationale Erfahrungen sammelte Nika Glojnarič beim Europäischen Olympischen Jugendfestival (EYOF) 2015 in Tiflis, bei dem sie in 13,84 s die Bronzemedaille über 100 m Hürden gewann. Im Jahr darauf siegte sie in 13,25 s bei den Jugend-Balkan-Meisterschaften in Kruševac und schied anschließend bei den Jugendeuropameisterschaften in Tiflis mit 13,83 s im Halbfinale aus und verhalf der slowenischen Sprintstaffel (1000 Meter) zum Finaleinzug. 2017 gewann sie bei den U20-Balkan-Hallenmeisterschaften in Istanbul in 8,49 s die Silbermedaille über 60 m Hürden und im Juli schied sie bei den U18-Weltmeisterschaften in Nairobi mit 13,58 s in der ersten Runde über 100 m Hürden aus. 2018 belegte sie bei den U20-Balkan-Hallenmeisterschaften in Sofia in 7,72 s den sechsten Platz im 60-Meter-Lauf und siegte in 8,33 s über 60 m Hürden. Zudem belegte sie bei den Balkan-Hallenmeisterschaften in Istanbul in 8,41 s den sechsten Platz. Ende Juni schied sie bei den Mittelmeerspielen in Tarragona mit 13,95 s im Vorlauf über 100 m Hürden aus und schied dann bei den U20-Weltmeisterschaften in Tampere mit 13,47 s im Halbfinale aus. 2020 gelangte sie bei den Balkan-Hallenmeisterschaften in Istanbul mit 8,44 s auf den fünften Platz und 2023 wurde sie bei der 2. Liga der Team-Europameisterschaft im Rahmen der Europaspiele in Chorzów in 13,29 s Siebte. Anschließend gewann sie bei den Balkan-Meisterschaften in Kraljevo in 13,03 s die Silbermedaille hinter der Zyprerin Natalia Christofi und im August schied sie bei den Weltmeisterschaften in Budapest mit 13,13 s in der ersten Runde aus. Im Jahr darauf siegte sie in 8,08 s über 60 m Hürden bei den Balkan-Hallenmeisterschaften in Istanbul und anschließend schied sie bei den Hallenweltmeisterschaften in Glasgow mit 8,17 s im Halbfinale aus. Ende Mai gewann sie bei den Balkan-Meisterschaften in Izmir in 13,16 s die Silbermedaille hinter der Zyprerin Natalia Christofi. Kurz darauf schied sie bei den Europameisterschaften in Rom mit 13,15 s im Halbfinale aus.
2025 gewann sie bei den Balkan-Hallenmeisterschaften in Belgrad in 8,21 s die Bronzemedaille über 60 m Hürden hinter der Kroarin Mia Wild und Marija Bukvić au Serbien. Anschließend schied sie bei den Halleneuropameisterschaften in Apeldoorn mit 8,09 s in der ersten Runde aus, ehe sie bei den Hallenweltmeisterschaften in Nanjing mit 8,16 s im Semifinale ausschied.
In den Jahren 2020, 2023 und 2024 wurde Glojnarič slowenische Meisterin im 100-Meter-Hürdenlauf. Zudem wurde sie 2018 und 2020 und 2024 und 2025 Hallenmeisterin über 60 m Hürden.

## Persönliche Bestleistungen
- 100 Meter: 11,74 s (+1,6 m/s), 5. Mai 2024 in Maribor
  - 60 Meter (Halle): 7,58 s, 6. Januar 2024 in Ljubljana
- 100 m Hürden: 12,92 s (+0,7 m/s), 8. Juni 2023 in St. Pölten
  - 60 m Hürden (Halle): 8,05 s, 3. März 2024 in Glasgow